# Nanos incertus
Nanos incertus är en skalbaggsart som beskrevs av Renaud Maurice Adrien Paulian 1976. Nanos incertus ingår i släktet Nanos och familjen bladhorningar. Inga underarter finns listade i Catalogue of Life.